# Mikkel Warming
Mikkel Warming (født 15. maj 1969) er en dansk politiker, der var socialborgmester i Københavns Kommune fra 2005-2013. Han var tidligere medlem af Københavns Borgerrepræsentation for Socialistisk Folkeparti fra 1994 til 1996 og for Enhedslisten fra 1998.
Han var tidligere aktiv i Danske Gymnasieelevers Sammenslutning og har før han blev borgmester arbejdet som medlemssekretær for Enhedslistens folketingsgruppe. 7. januar 2013 meddelte han, at han ikke genopstiller ved kommunalvalget i november samme år. Grundet partiets rotationsregler var han tvunget til at opgive borgmesterposten. 
Han er nevø til Bo Warming, der var en kontroversiel netdebattør og en overgang medlem af Fremskridtspartiet..